# María Isbert
María Isbert, née à Madrid le 21 avril 1917 et morte à Villarrobledo le 25 avril 2011 , est une actrice espagnole.

## Filmographie partielle
- 1945 : Un hombre de negocios de Luis Lucia
- 1960 : Mi calle d'Edgar Neville
- 1961 : Viridiana  de Luis Buñuel
- 1963 : Le Bourreau de Luis García Berlanga
- 1964 : Le Chemin de Ana Mariscal : Catalina 'La Leporida'
- 1970 : La tonta del bote de Juan de Orduña
- 1971 : La orilla de Luis Lucia Mingarro : Mère Francisca
- 1972 : Soltero y padre en la vida de Javier Aguirre
- 1983 : Una pequeña movida de Vicente Sáinz de la Peña
- 1987 : Cara de acelga de José Sacristán
- 1989 : L'Aube, c'est pas trop tôt (Amanece, que no es poco) de José Luis Cuerda
- 2003 : Mortadel et Filémon de Javier Fesser